# 장 피카르

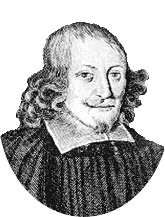

장 펠릭스 피카르(Jean-Félix Picard, 1620년 7월 21일 ~ 1682년 7월 12일)는 프랑스의 천문학자 겸 사제로서 라 플레슈(La Flèche)에서 출생하여 예수회 앙리4세 대학에서 공부했다. 그는 프랑스 파리에서 죽었다.
파리 자오선을 따라 위도 1도의 지표면 길이를 정확하게 측정하여 지구의 크기를 정한 것으로 유명하다.

## 측지학
피카르는 1669년에서 1670년 사이에 실시된 탐사를 통해 지구의 크기를 비교적 정확하게 최초로 측정하였는데 파리 남부 쥐비시-쉬르-오르주에는 그를 기념한 피라미드가 세워져 있다. 마우롤리코의 방법론과 스넬의 수학을 이용하여 피카르는 파리로부터 아미앵(Amiens) 근처 수르동(Sourdon)의 시계탑까지 13개의 삼각형을 그려서 삼각측량을 하여 파리 자오선을 따라 위도 1도의 길이를 측정하였다.
그는 위도 1도의 길이가 110.46km이며 이로부터 지구 반경이 6328.9km이라는 결과를 얻었다. 아이작 뉴턴은 그의 만유인력 이론에 이 값을 사용하려고 하였다.
오늘날 극지 반경이 6357km인 것을 고려하면 0.44% 작은 값은 값이다. 이것은 천문학이 발전하면서 그 도구들을 써서 지도 제작의 발전을 가져온 경우이다.

## 장비
피카르는 사분의(四分儀, quadrant)에 (윌리엄 개스코인William Gascoigne이 고안한) 십자선이 달린 망원경을 최초로 부착하였고, 마이크로미터 나사를 최초로 부착하였다. 지구의 크기를 결정하기 위해 사용한 사분의는 반경이 38인치였고, 1/4 분(分)까지 눈금이 매겨져 있었다. 그가 자오선을 찾는데 사용한 육분의(六分儀, sextant)는 반경이 6피트(183 cm)였고, 미세 조정이 가능하도록 마이크로미터를 장착하였다. 이렇게 장비를 개선하여 오차는 각도 10초 이내였으며, 각도 4분의 오차였던 튀코 브라헤와 대비된다. 이로 인해 그의 측정치는 24배 정확해졌다.

## 다른 업적
1671년 피카르는 튀코 브라헤가 있는 덴마크의 우라니보르그 천문대까지 여행하기도 했는데, 천문대의 위치를 정확히 측정하여 튀코 브라헤의 측정치를 다른 사람들과 비교할 수 있게 하기 위한 것이다. 피카르가 코펜하겐 대학을 방문하였을 때 올레 뢰머가 안내를 맡았다. 피카르는 아이작 뉴턴, 크리스티안 하위헌스, 올레 뢰머, 라스무스 바르톨린(Rasmus Bartholin), 요한 위데(Johann Hudde) 그리고 심지어 그의 경쟁자인 조반니 카시니까지 포함한 많은 과학자들과 협력하고 교류하였다. 카시니는 협조적이지 않았다. 이렇게 넓은 교류를 통해 그는 측지학 말고도 다른 과학 발전에 기여하게 되는데 예를 들면 우라니보르크 천문대에서 관측할 때는 빛의 수차(aberration)을 발견하였고, 기압계에서 나오는 희미한 빛을 관찰하여 수은 인광을 발견하였다. 이 발견을 계기로 뉴턴은 가시광선 스펙트럼에 대해 연구하게 된다.
피카르는 또한 천체의 적경을 측정하는 표준 방법도 개발하였다. 이 방법에서 관찰자는 천체가 관찰자의 자오선을 통과하는 시간을 기록한다. 피카르는 네덜란드의 물리학자 크리스티안 하위헌스가 당시 개발한 정밀 진자 시계를 이용해 관찰하였다.

## 발자취
- 그의 저서 "지구 측정(Mesure de la Terre)"는 1671년에 출간되었다.
- 달의 위난의 바다 남서쪽 사분면에 피카르의 이름을 딴 달 분화구가 있다.
- 지구 주위를 도는 태양 관측소 PICARD 사업은 그의 이름을 딴 것이다.